# Mężczyźni
Mężczyźni è il secondo album in studio della cantante polacca Katarzyna Groniec, pubblicato il 9 ottobre 2000 su etichetta discografica Sony Music Entertainment Poland.

## Tracce
1. Dzięki za miłość – 5:09
2. Tango z pistoletem – 4:37
3. Koi, rani – 4:33
4. Ona jest – 3:33
5. Przyznaję się do winy (czyli zeznania miłosne) – 4:58
6. Gdybyś mnie kiedyś... – 1:17
7. Godzina miłowania – 5:00
8. Mężczyźni, którym... – 4:02
9. Piotrów trzech – 2:50
10. Zwariowałam – 5:52

## Classifiche
| Classifica (2000) | Posizione massima |
| ----------------- | ----------------- |
| Polonia           | 10                |